# Jean Pascal
Jean-Thenistor Pascal (Puerto Príncipe, 28 de octubre de 1982) es un boxeador canadiense de origen haitiano. Es el excampeón de los pesos semipesados del Consejo Mundial de Boxeo, la Organización Internacional de Boxeo y de The Ring. Perdiendo el título en su segunda pelea contra Bernard Hopkins.

## Biografía
Con 4 años dejó con su madre y su hermano mayor su país natal Haití, y se fueron a vivir a Quebec, Canadá. A la edad de 13 años comenzó a practicar el boxeo, siendo su ídolo Roy Jones Jr.. Debutó como profesional en el año 2005, el 3 de febrero. Ganó al americano Justin Hahn, en la categoría de los pesos supermedianos.
Tras 22 victorias consecutivas, se enfrentó a Carl Froch por el título vacante del WBC. Froch ganó en los puntos el título con una decisión unánime, con lo que se rompería la racha de victorias de Jean, y no podría alzarse con el título.
Representó a Canadá en la categoría de peso medio en Atenas 2004 y ganó la medalla de Oro en los Commonwealth Games en Mánchester en 2002, contra Paul Smith.
El 19 de julio de 2009, se enfrentó contra el rumano Adrian Diaconu, campeón de la WBC de peso mediano. El púgil canadiense le derrotó con una victoria en los puntos, donde los jueces dieron las tres tarjetas a favor de Jean Pascal.

## Récord Profesional
| 36 Ganadas (20 KOs), 7 Derrotas, 1 Empate y 1 Sin decisión |            |                           |      |               |             |                                                              | |
| Res.                                                       | Record     | Oponente                  | Tipo | Rd., Tiempo   | Fecha       | Localidad                                                    | Notas |
| G                                                          | 37–7–1 (1) | Terry Osias               | KO   | 10 (10), 0:56 | 21 Sep 2024 | Colisée de Laval, Laval, Quebec, Canada                      | Gana vacant WBO–NABO cruiserweight title                                                                                     |
| D                                                          | 36–7–1 (1) | Michael Eifert            | UD   | 12            | 2023-03-16  | Place Bell, Laval, Quebec, Canadá                            | |
| G                                                          | 36–6–1 (1) | Fanlong Meng              | UD   | 12            | 2022-05-20  | Whitesands Events Center, Plant City, Florida                | |
| G                                                          | 35–6–1 (1) | Badou Jack                | SD   | 12            | 2019-12-28  | State Farm Arena, Atlanta                                    | Defiende los títulos de la WBA y WBC Silver del peso semipesado.                                                             |
| G                                                          | 34–6–1 (1) | Marcus Browne             | TD   | 8 (12), 1:49  | 2019-06-29  | Barclays Center, New York City, New York                     | Gana título interino de la WBA y el título WBC Silver del peso semipesado.                                                   |
| D                                                          | 33–6–1 (1) | Dmitry Bivol              | UD   | 12            | 2018-11-24  | Mark G. Etess Arena, Hard Rock Hotel & Casino, Atlantic City | Por el título mundial de la WBA del peso semipesado.                                                                         |
| G                                                          | 33–5–1 (1) | Steve Bossé               | TKO  | 8 (10), 3:00  | 2018-07-20  | Place Bell, Laval, Quebec, Canadá                            | |
| G                                                          | 32–5–1 (1) | Ahmed Elbiali             | TKO  | 6 (10), 2:06  | 2017-12-08  | Park Race Track, Hialeah, Florida                            | |
| D                                                          | 31–5–1 (1) | Eleider Álvarez           | MD   | 12            | 2017-06-03  | Bell Centre, Montreal, Quebec                                | Por el título WBC Silver del peso semipesado.                                                                                |
| G                                                          | 31–4–1 (1) | Ricardo Marcelo Ramallo   | TKO  | 3 (10), 1:45  | 2016-12-16  | Amphithéâtre Cogeco, Trois-Rivières, Quebec                  | |
| D                                                          | 30–4–1 (1) | Sergey Kovalev            | TKO  | 7 (12), 3:00  | 2016-01-30  | Montreal, Quebec, Canadá                                     | Por los Títulos Mundiales de la Super WBA, IBF y WBO de la categoría semipesado.                                             |
| G                                                          | 30–3–1 (1) | Yunieski Gonzalez         | UD   | 10            | 2015-07-25  | Las Vegas, Nevada, Estados Unidos                            | |
| D                                                          | 29–3–1 (1) | Sergey Kovalev            | TKO  | 8 (12), 1:03  | 2015-03-14  | Montreal, Quebec, Canadá                                     | Por los Títulos Mundiales de la Super WBA, IBF y WBO de la categoría semipesado.                                             |
| NC                                                         | 29–2–1 (1) | Roberto Feliciano Bolonti | NC   | 2 (10), 2:29  | 2014-12-06  | Montreal, Quebec, Canadá                                     | |
| G                                                          | 29-2-1     | Lucian Bute               | UD   | 12            | 2014-01-18  | Montreal, Quebec, Canadá                                     | Gana el cinturón Diamante vacante de WBC peso semipesado.                                                                    |
| G                                                          | 28-2-1     | George Blades             | TKO  | 5 (10), 2:54  | 2013-09-28  | Montreal, Quebec, Canadá                                     | Pelea pactada en 180 lbs. |
| G                                                          | 27-2-1     | Aleksy Kuziemski          | UD   | 10            | 2012-12-14  | Montreal, Quebec, Canadá                                     | |
| D                                                          | 26-2-1     | Bernard Hopkins           | UD   | 12            | 2011-05-21  | Montreal, Quebec, Canadá                                     | Pierde los Títulos Mundiales del WBC, de The Ring y de la IBO. Pelea por el Título Diamante vacante del WBC peso semipesado. |
| E                                                          | 26-1-1     | Bernard Hopkins           | MD   | 12            | 2010-12-18  | Quebec City, Quebec, Canadá                                  | Retiene título mundial WBC y The Ring peso semipesado.                                                                       |
| G                                                          | 26–1       | Chad Dawson               | TD   | 11 (12), 2:06 | 2010-08-14  | Montreal, Quebec, Canadá                                     | Retiene título mundial WBC y gana título vacante The Ring peso semipesado.                                                   |
| G                                                          | 25–1       | Adrian Diaconu            | UD   | 12            | 2009-12-11  | Montreal, Quebec, Canadá                                     | Retiene título mundial WBC peso semipesado.                                                                                  |
| G                                                          | 24–1       | Silvio Branco             | TKO  | 10 (12), 2:19 | 2009-09-25  | Montreal, Quebec, Canadá                                     | Retiene título mundial WBC peso semipesado.                                                                                  |
| G                                                          | 23–1       | Adrian Diaconu            | UD   | 12            | 2009-06-19  | Montreal, Quebec, Canadá                                     | Gana título mundial WBC peso semipesado.                                                                                     |
| G                                                          | 22–1       | Pablo Zamora              | KO   | 5 (12), 0:42  | 2009-04-04  | Montreal, Quebec, Canadá                                     | Gana título IntercontinentalWBO peso supermediano.                                                                           |
| D                                                          | 21–1       | Carl Froch                | UD   | 12            | 2008-12-06  | Nottingham, England, United Kingdom                          | Pelea por el Título Mundial vacante del WBC en la categoría supermediano.                                                    |
| G                                                          | 21–0       | Omar Pittman              | UD   | 10            | 2008-01-11  | Hollywood, Florida, USA                                      | |
| G                                                          | 20–0       | Brian Norman              | UD   | 10            | 2007-12-07  | Montreal, Quebec, Canadá                                     | Retiene título NABO, NABFy NABA peso supermediano.                                                                           |
| G                                                          | 19–0       | Esteban Camou             | KO   | 3 (10), 2:37  | 2007-10-06  | Montreal, Quebec, Canadá                                     | |
| G                                                          | 18–0       | Kingsley Ikeke            | UD   | 12            | 2007-08-03  | Montreal, Quebec, Canadá                                     | Retiene título NABF peso supermediano.                                                                                       |
| G                                                          | 17–0       | Christian Cruz            | TKO  | 10 (12), 2:00 | 2007-06-08  | Montreal, Quebec, Canadá                                     | Retiene título NABO y gana título vacante NABF y NABA peso supermediano.                                                     |
| G                                                          | 16–0       | Lafarrell Bunting         | UD   | 12            | 2007-03-10  | Montreal, Quebec, Canadá                                     | Retiene título NABO peso supermediano.                                                                                       |
| G                                                          | 15–0       | Jermain Mackey            | UD   | 12            | 2006-11-18  | Trois-Rivières, Quebec, Canadá                               | Gana título vacante NABO peso supermediano.                                                                                  |
| G                                                          | 14–0       | Lucas Green Arias         | TKO  | 6 (12), 3:00  | 2006-09-30  | Montreal, Quebec, Canadá                                     | Gana título vacante Latino WBC peso supermediano.                                                                            |
| G                                                          | 13–0       | Darnell Boone             | UD   | 10            | 2006-06-23  | Montreal, Quebec, Canadá                                     | Gana título vacante Trans America Boxing peso supermediano.                                                                  |
| G                                                          | 12–0       | Melroy Corbin             | TKO  | 5 (8), 2:37   | 2006-03-11  | Montreal, Quebec, Canadá                                     | |
| G                                                          | 11–0       | Eric Howard               | TKO  | 2 (8), 2:30   | 2006-02-25  | Gatineau, Quebec, Canadá                                     | |
| G                                                          | 10–0       | Martin Desjardins         | TKO  | 7 (10), 2:16  | 2005-12-10  | Montreal, Quebec, Canadá                                     | Gana título vacante Quebec Boxing Council y canadiense peso supermediano.                                                    |
| G                                                          | 9–0        | Gerardo Soria             | TKO  | 4 (8), 2:36   | 2005-11-19  | Sherbrooke, Quebec, Canadá                                   | |
| G                                                          | 8–0        | James Crawford            | TKO  | 3 (8), 1:47   | 2005-10-29  | Gatineau, Quebec, Canadá                                     | |
| G                                                          | 7–0        | Jesse Sanders             | KO   | 1 (6), 1:45   | 2005-10-15  | Montreal, Quebec, Canadá                                     | |
| G                                                          | 6–0        | Ricardo Kellman           | TKO  | 2 (6), 2:50   | 2005-09-10  | Montreal, Quebec, Canadá                                     | |
| G                                                          | 5–0        | Homer Gibbins             | TKO  | 2 (4), 1:45   | 2005-07-13  | Montreal, Quebec, Canadá                                     | |
| G                                                          | 4–0        | Donnie Pendelton          | TKO  | 2 (4), 3:00   | 2005-06-18  | Montreal, Quebec, Canadá                                     | |
| G                                                          | 3–0        | Eddie O'Neal              | UD   | 4             | 2005-03-03  | Montreal, Quebec, Canadá                                     | |
| G                                                          | 2–0        | Jesse Londo               | KO   | 1 (4), 0:50   | 2005-02-12  | Montreal, Quebec, Canadá                                     | |
| G                                                          | 1–0        | Justin Hahn               | TKO  | 2 (4), 2:17   | 2005-02-03  | Montreal, Quebec, Canadá                                     | Debut profesional. |

| Predecesor: Adrian Diaconu       | Cinturón WBC Peso Semipesado 19 de junio de 2009 - 12 de mayo de 2011            | Sucesor: Bernard Hopkins |
| Predecesor: Joe Calzaghe Vacante | The Ring Peso Semipesado 14 de agosto de 2010 - 12 de mayo de 2011               | Sucesor: Bernard Hopkins |
| Predecesor: Chad Dawson          | Cinturón IBO Peso Semipesado 14 de agosto de 2010 - 12 de mayo de 2011 Despojado | Sucesor: Andrzej Fonfara |